# Піхотна дивізія «Миловіц»
Піхотна дивізія «Миловіц» (нім. Infanterie-Division Milowitz) — дивізія Вермахту, що існувала наприкінці Другої світової війни.

## Історія
Піхотна дивізія «Миловіц» сформована 27 січня 1944 року в ході 24-ї хвилі мобілізації на навчальному центрі Міловіце (нім. Truppenübungsplatz Milowitz) у 13-му військовому окрузі на території протекторату Богемії та Моравії, як «дивізія-тінь» (нім. Schatten-Division) на основі 173-ї резервної дивізії. 28 лютого 1944 року підрозділи дивізії пішли на посилення 320-ї, а 11 березня 1944 року 389-ї піхотних дивізій. Штаб дивізії став основою формування 237-ї піхотної дивізії.

## Райони бойових дій
- Німеччина (січень — березень 1944).

## Склад
| 1944                              |
| --------------------------------- |
| 1-й гренадерський полк «Миловіц»  |
| 2-й гренадерський полк «Миловіц»  |
| Артилерійський дивізіон «Миловіц» |
| Інженерний батальйон «Миловіц»    |